# Lista da introdução da televisão em cores por país
Esta é a lista da introdução da televisão em cores por país, isto é, de quando as primeiras transmissões foram feitas para o público. Testes de campo não públicos e demonstrações em circuito fechado não estão incluídos.
Países e territórios que jamais tiveram televisão em preto-e-branco - ou seja, tiveram suas primeiras transmissões em cores, tais como Afeganistão, Ilhas Aland, Andorra, Antígua e Barbuda, Bahrein, Butão, Bonaire, Botsuana, Ilhas Virgens Britânicas, Brunei, Camarões, Cabo Verde, Ilhas Cayman, Dominica, Essuatíni, Ilhas Faroe, Micronésia, Fiji, Granada, Guiné-Bissau, Kiribati, Laos, Lesoto, Liechtenstein, Macau, Malawi, Ilhas Marshall, Mayotte, Namíbia, Nauru, Nepal, Palestina, Palau, Papua Nova-Guiné, Saara Ocidental, Santa Lúcia, São Vicente e Granadinas, Samoa, São Tomé e Príncipe, San Marino, Seicheles, São Martinho, Ilhas Salomão, Somália, África do Sul, Sudão do Sul, Sri Lanka, Tanzânia, Tonga, Tuvalu, Vanuatu, Vaticano, Wallis e Futuna e Zanzibar também não estão incluídos na lista.
| País                                       | Ano                        | Ano de conclusão | Rede ou Emissora                                                 | Sistemas    | Notas/Referências |
| ------------------------------------------ | -------------------------- | ---------------- | ---------------------------------------------------------------- | ----------- | --- |
| Albânia                                    | 1981                       | 1982             | Radio Televizioni Shqiptar                                       | PAL         | Transmissões em cores recebidas da Iugoslávia desde 1971 e da Itália desde 1977. As transmissões coloridas começaram em 1981 e se tornaram integrais em 1982. As frequências foram ocasionalmente bloqueadas devido à censura de alguns programas na Albânia naquela época. |
| Alto Volta                                 | 1976                       |                  | Volta Vision                                                     | SECAM       | Atual Burquina Fasso. |
| Alemanha Oriental                          | 1969                       |                  | Deutscher Fernsehfunk (DFF)                                      | SECAM       | Atual Alemanha. Introduzida em 3 de outubro de 1969 no segundo canal, lançado com esse propósito com um botão simbólico de lançamento apertado por Walter Ulbricht na ocasião do 20º aniversário da República Democrática Alemã (RDA) em 7 de outubro. A torre de televisão Berliner Fernsehturm em Berlim Oriental também foi inaugurada naquele dia. |
| Alemanha Ocidental                         | 1967                       |                  | ARD ZDF                                                          | PAL         | Atual Alemanha. A introdução deu-se simultaneamente nos dois canais às 9h30 de 25 de agosto de 1967 com um botão simbólico de lançamento apertado por Willy Brandt na Internationale Funkausstellung Berlin (Feira Internacional de Rádio e Televisão) em Berlim Ocidental. |
| Angola                                     | 1983                       |                  | TPA                                                              | PAL         | |
| Antilhas Neerlandesas                      | 1973                       |                  | TeleCuraçao                                                      | NTSC        | Atuais Curaçau, São Martinho e Bonaire, Santo Eustáquio e Saba. |
| Arábia Saudita                             | 1973                       |                  | Saudi Arabia Government Television Service                       | SECAM       | |
| Argélia                                    | 1973                       |                  | Radiodiffusion télévision algérienne(RTA)                        | SECAM       | A RTA transmitiu no antigo padrão francês de 819 linhas Sistema E até 1973, quando começou a transmitir no padrão de 625 linhas Sistema B |
| Argentina                                  | 1978                       | 1980             | LS 82 Canal 7                                                    | PAL-N       | Introduzido para a Copa do Mundo FIFA de 1978 pela A78TV (Argentina 78 TV), um sistema construído para esse fim que assumiu os sinais dos canais 7 e 13 para a transmissão dos jogos da Copa, embora apenas as finais e várias partidas da segunda rodada tenham sido transmitidas em cores para o mercado doméstico. O LS 82 Canal 7 tornou-se ATC (Argentina Televisora Color) em 3 de maio de 1979, com transmissões coloridas esporádicas, que foram oficialmente autorizadas a começar à meia-noite de quinta-feira, 1º de maio de 1980, tanto no ATC quanto no LS 85 Canal 13, o último dos quais havia realizado testes noturnos por vários meses antes, e anteriormente realizado transmissões experimentais não públicas sob o sistema NTSC em 1969, mas o projeto foi cancelado devido à falta de aprovação do governo. |
| Aruba                                      | 1973                       | 1977             | Telearuba                                                        | NTSC        | A transmissão em cores foi introduzida em 1973 após vários testes, mas ainda havia programas em preto e branco recebidos da Venezuela até o ano de 1977. |
| Austrália                                  | 1967                       | 1975             | ATV-0 (agora ATV-10).                                            | PAL         | Introduzida em 15 de junho de 1967 para as corridas em Pakenham, Victoria. Transmissões integralmente em cores desde 1 de março de 1975. |
| Áustria                                    | 1969                       | 1975             | ÖRF                                                              | PAL         | A primeira transmissão foi o Concerto de Ano Novo em Viena em 1 de janeiro de 1969. Transmissões integralmente em cores desde 15 de janeiro de 1975. |
| Bahamas                                    | 1983                       |                  | ZNS-TV                                                           | NTSC        | Havia a possibilidade de se receber transmissões em cores a partir de Miami desde 1954 (WTVJ) e de West Palm Beach desde o final da década de 1950 |
| Bangladesh                                 | 1980                       |                  | BTV                                                              | PAL         | |
| Barbados                                   | 1971                       | 1984             | Caribbean Broadcasting Corporation (CBC)                         | NTSC        | |
| Belize                                     | 1984                       |                  | Channel 7                                                        | NTSC        | Transmissões a cores oriundas do México desde 1967. |
| Benim                                      | 1982                       |                  | OTRB                                                             | PAL         | |
| Bélgica                                    | 1971                       |                  | RTB/BRT                                                          | PAL         | Havia a possibilidade de receber transmissões em cores da França (SECAM), da Alemanha e dos Países Baixos (PAL) desde 1967. Os primeiros receptores eram muito caros em função de possuírem vários padrões: PAL/SECAM/625 linhas e preto-e-branco/819 linhas |
| Bermuda                                    | 1968                       |                  | ZBM-TV                                                           | NTSC        | A ZBM era uma afiliada da rede norte-americana Columbia Broadcasting System. |
| Birmânia                                   | 1980                       |                  | MRTV                                                             | NTSC        | Atual Myanmar. As transmissões coloridas começaram no dia 1º de novembro de 1980. |
| Bolívia                                    | 1980                       |                  | Bolivia TV                                                       | NTSC        | As transmissões experimentais em cores começaram em 1977. Transmissões a cores oriundas do Brasil desde 1972, mas eram PAL-M. As transmissões em cores em tempo integral chegaram em 1980. |
| Brasil                                     | 1972                       | 1978             | Rede Bandeirantes Rede Globo Rede Tupi                           | PAL-M       | As primeiras transmissões (não oficiais e apenas para programas específicos) foram feitas entre 1962 e 1963 na cidade de São Paulo pela Rede Tupi e também pela Rede Excelsior, ambas usando NTSC. Os testes para transmissões regulares começaram em 1970 com a Copa do Mundo do México e a primeira transmissão oficial foi a cobertura da 12ª edição da Festa da Uva de Caxias do Sul em 19 de fevereiro de 1972. Transmissões limitadas em cores de 1973 a 1978. Transmissões integralmente em cores desde 1978. |
| Bulgária                                   | 1972                       | 1976             | BNT                                                              | SECAM       | As transmissões de teste começaram em 1969. A transmissão regular em cores começou em 9 de setembro de 1972. Transmissões integralmente em cores desde 1976. |
| Burundi                                    | 1983                       |                  | RTNB                                                             | SECAM       | |
| Camboja                                    | 1986                       |                  | National Television of Kampuchea (TVK)                           | PAL         | As transmissões coloridas começaram em 1986, mudaram para PAL a partir de 1991. Último país do mundo a receber televisão colorida. Após o Khmer Vermelho assumir o poder em 1975, todo o equipamento de televisão foi destruído e após a invasão do Vietnã em 1979, os recursos eram tão escassos que o Camboja só tinha equipamento suficiente para iniciar a TV monocromática em 1983. |
| Canadá                                     | 1966                       | 1978             | Canadian Broadcasting Corporation CTV Television Network         | NTSC        | Os testes começaram em 1964, e a Color Television foi lançada oficialmente em inglês e francês às 12h01 do dia 1º de julho de 1966, no início do 100º ano do Canadá como nação. As transmissões coloridas oriundas dos Estados Unidos desde a década de 1950. Uma transição obrigatória para a cor para todos os transmissores ocorreu entre 1969 e 1976 em todos os canais em inglês e francês. A CBC começou as transmissões coloridas em tempo integral em 1974. A cor em tempo integral foi oficialmente alcançada em 1978 na maioria das principais estações de TV do mercado, mas havia uma pequena quantidade de cadeias de transmissores (repetidores) e estações de televisão privadas com baixo financiamento que continuaram a transmitir em preto e branco até pelo menos o início da década de 1980, quando o equipamento de transmissão colorida se tornou mais prontamente disponível e acessível. |
| Chade                                      | 1982                       |                  | Télé Tchad                                                       | SECAM       | |
| Chile                                      | 1978                       | 1979             | TVN Canal 13                                                     | NTSC        | A primeira exibição de televisão colorida em circuito fechado no Chile foi realizada em março de 1974 na Universidade Técnica Estadual (Universidad Técnica del Estado, hoje conhecida como Universidad de Santiago) com equipamento fornecido pela Embaixada dos Estados Unidos que foi então adquirido pela rede estatal TVN, que transmitiu vários jogos da Copa do Mundo FIFA de 1974 a cores por meio de sistemas de circuito fechado, transmitindo também o Festival de Viña del Mar a cores, mas apenas para exportação entre as edições 16 e 18. A rede finalmente lançou transmissões coloridas de teste no final de 1977 e início de 1978. O primeiro programa colorido nacional transmitido foi Esta noche fiesta do Canal 13 na segunda-feira, 10 de abril de 1978. O primeiro noticiário a cores foi exibido no Teletrece em 12 de abril de 1978. Transmissões coloridas em tempo integral desde 1979. |
| China                                      | 1973                       | 1984             | CCTV                                                             | PAL         | Os planos para introduzir o NTSC começaram em 1958, Testes internos lançados em maio de 1960, e transmissões experimentais pelo ar foram conduzidas em outubro de 1960, mas foram canceladas alguns meses depois devido a dificuldades econômicas. Em 1969, o governo começou a instar os institutos de pesquisa relevantes a realizar pesquisas sobre televisão colorida. Depois disso, em 1970, institutos em toda a China iniciaram o "Projeto de Pesquisa Colaborativa de Televisão Colorida" ("彩色电视攻关大会战"). Entre 1970 e 1975, muitas transmissões experimentais foram conduzidas, incluindo PAL, SECAM, bem como uma variedade de padrões autodesenvolvidos (por exemplo, HXZ, sistema de cores sequenciais de linha de 1035 linhas, etc.). Em 1971, o PAL foi definido como um padrão temporário. Em agosto de 1972, o inventor do PAL, Walter Bruch, viajou para Xangai para dar uma palestra acadêmica. Transmissões de teste desde abril de 1973 e transmissões coloridas regulares em tempo integral desde outubro de 1973. Transmissões coloridas em tempo integral para todos os dois canais, incluindo o Canal 2 (agora CCTV-1) desde 1977. Transmissões coloridas de retransmissão de micro-ondas desde 1975 e transmissões coloridas em tempo integral em toda a China usando satélites DFH-2 2 (STTW-T2) foram em 1984 (para algumas estações de retransmissão CCTV recém-construídas em Xinjiang, Xizang). Transmissões a cores do transmissor de retransmissão Taiwan Kinmen (NTSC) (que estava disponível em algumas áreas costeiras de Fujian desde 1978), Hong Kong (PAL) (que estava disponível na maior parte de Guangdong desde 1967) e da União Soviética (SECAM) (que estava disponível em algumas áreas fronteiriças de Heilongjiang desde 1967). |
| Colômbia                                   | 1979                       | 1979             | Inravisión                                                       | NTSC        | Testes com o padrão francês SECAM foram feitos em 1966. Testes para transmissões regulares foram iniciados em 1971 com a cobertura da edição daquele ano dos Jogos Pan-americanos realizados em Cali. Em 1974, a cerimônia de abertura da Copa do Mundo na então Alemanha Ocidental foi transmitida em cores em circuito fechado em dois estádios em Bogotá e Cali. Transmissões integralmente em cores desde 1 de dezembro de 1979. |
| Coreia do Norte                            | 1974                       | 1977/1991        | KCTV                                                             | PAL         | As transmissões regulares de TV na KCTV começaram em julho de 1974 e em tempo integral desde setembro de 1977. No entanto, a Ryongnamsan Television mudou para a TV colorida em 10 de outubro de 1991, tornando a Ryongnamsan TV o último canal de TV gravado a mudar para a cor no mundo, e também tornando a Coreia do Norte o último país a concluir a transição para a TV colorida, embora já a tivesse em alguns canais de TV no processo. |
| Coreia do Sul                              | 1975/1980                  | 1981             | KBS/MBC                                                          | NTSC        | As transmissões coloridas de teste regulares começaram no final da década de 1970, com os primeiros aparelhos de TV coloridos sendo construídos em 1975. As transmissões coloridas regulares começaram em 1980, com transmissões coloridas em tempo integral começando em 1981. |
| Costa do Marfim                            | 1970                       |                  | RTI                                                              | SECAM       | Primeiro país africano a introduzir a televisão colorida. |
| Costa Rica                                 | 1969                       | 1974             | TICA-TV                                                          | NTSC        | Transmissões integrais a cores desde 1974 |
| Cuba                                       | 1958/1975                  | 1985             | Tele-Color, S.A. Tele Rebelde                                    | NTSC        | Começou em 1958 como o segundo país do mundo a ter transmissões em cores no Canal 4 de Havana. Terminou em 1959 como resultado da Revolução Cubana. As transmissões retomaram em 1975, desta vez começando com a Tele Rebelde e o Canal 2 de Havana (que mais tarde se tornaria parte da Tele Rebelde em abril de 1979), para transmitir o 1º Congresso do Partido Comunista de Cuba. Transmissões em cores em tempo integral desde 1985. |
| Chipre                                     | 1976                       |                  | CyBC                                                             | SECAM       | |
| Dinamarca                                  | 1968                       | 1970             | Danmarks Radio                                                   | PAL         | A introdução da tecnologia deu-se para os Jogos Olímpicos de Inverno de 1968, realizados em Grenoble, França. A emissora nacional realizou a transição para as transmissões em cores durante o ano de 1969 e os "testes" foram oficialmente encerrados em 1 de abril de 1970. Transmissões em cores recebidas da Alemanha desde 1967. |
| Território Francês dos Afares e Issas      | 1974                       |                  | RTD                                                              | SECAM       | Atual Djibuti. |
| Equador                                    | 1973                       | 1980             | Ecuavisa Teleamazonas                                            | NTSC        | A Teleamazonas foi fundada em 1973, transmitindo diversos programas coloridos desde seu início. No entanto, estes só seriam oficialmente autorizados em 1980, quando a transmissão em tempo integral começou. |
| Egito                                      | 1973                       |                  | ETV                                                              | PAL         | |
| El Salvador                                | 1973                       |                  | Canal 4 e Canal 6 (Hoje canais de TCS desde 1985)                | NTSC        | As primeiras transmissões a cores no El Salvador foram oriundas da Guatemala pela Zona Oeste do país desde 1970. Suas primeiras transmissões coloridas foram no dia sábado, 3 de março de 1973 às 20 horas e meia, com sistema NTSC nas câmeras RCA para transmitir o programa "A Dança das Cores" pela Canal 4, logo o canal adaptou as transmissões coloridas em tempo integral durante na Copa do Mundo FIFA de 1974. Na Sexta-feira, 6 de abril do mesmo ano, Canal 6 começou as transmissões integralmente em cores com o prefixo "YSLA-TV", depois dos sete anos de suspensão. Mais tarde nesta década, Canal 2 e Televisión Educativa (Canais 8 e 10) começaram suas transmissões integralmente em cores. |
| Emirados Árabes Unidos                     | 1974                       |                  | UAE-TV                                                           | PAL         | |
| Espanha                                    | 1972                       | 1978             | RTVE                                                             | PAL         | Transmissões em cores oriundas da França desde 1967, mas em SECAM. Os primeiros testes foram realizados em 1972, com a transmissão integralmente em cores a partir de 1977, embora anúncios em preto-e-branco ainda tenham sido realizados até 1978. O Festival Eurovisão da Canção 1969 em Madrid foi produzido em cores, mas exibido em preto-e-branco para audiência local. |
| Estados Unidos                             | 1950                       |                  | Columbia Broadcasting System                                     | CBS         | Sistema experimental de campo sequencial em cores, descontinuado em 1951. O primeiro país com televisão preto-e-branco a introduzir a televisão em cores. |
| Estados Unidos                             | 1953                       | 1986             | National Broadcasting Company (NBC) Columbia Broadcasting System | NTSC        | Sistema sequencial de pontos. Os EUA começaram uma transição gradual para a cor no final de 1953. Os primeiros aparelhos de TV a cores eram muito caros e a audiência para a cor era consequentemente muito pequena, então apenas especiais e um punhado de programas regulares foram ao ar em cores durante a década de 1950. A penetração no mercado aumentou lentamente à medida que aparelhos mais acessíveis e mais programação em cores se tornaram disponíveis. Um ponto de inflexão veio em 1965, quando as redes comerciais transmitiram pela primeira vez a maioria de seus programas do horário nobre em cores. No final de 1966, o horário nobre era todo em cores, mas um número cada vez menor de programas diurnos, locais e educacionais continuou em preto e branco por mais alguns anos. A porcentagem de usuários de TV em cores ultrapassou a marca de 50% em 1972, e a última estação a introduzir a cor foi a WQEX-TV (uma repetidora de baixa potência da WQED-TV) em Pittsburgh, Pensilvânia, em 1986. |
| Estados Unidos · ( Alasca)                 | 1966                       | 1972             | KENI-TV (agora KTUU)                                             | NTSC        | O primeiro programa em cores, transmitido em 19 de setembro de 1966, foi a estreia de That Girl, um programa da American Broadcasting Company (ABC). A emissora KENI era uma afiliada mista da NBC e da ABC. Transmissões integralmente em cores desde 1972. |
| Estados Unidos · ( Havaí)                  | 1965                       |                  | KONA-TV, agora KHON-TV KHVH-TV, agora KITV KGMB                  | NTSC        | A emissora KHVH era afiliada da ABC; a KGMB, da CBS; e a emissora KONA, da NBC. |
| Etiópia                                    | 1979                       | 1984             | ETV                                                              | PAL         | As primeiras transmissões coloridas começaram em 1979. Transmissões integrais a cores desde 1984 |
| Filipinas                                  | 1966                       | 1971             | ABS-CBN                                                          | NTSC        | O primeiro teste de transmissão em cores foi em 1963. Lançamento comercial em 12 de junho de 1966 usando RCA color das 13h às 15h. Um noticiário especial foi transmitido em cores quando Neil Armstrong pousou na Lua. As transmissões coloridas em tempo integral começaram em 1971, quando os conjuntos coloridos se tornaram mais difundidos na área de Manila e subúrbios dentro da RBS 7 e ABC 5. A KBS-9 foi a primeira estação de TV filipina a ser lançada em cores (1969), financiada em parte pela ABS-CBN. Foi o segundo país asiático a transmitir em cores. |
| Finlândia                                  | 1969                       | 1979             | YLE/MTV                                                          | PAL         | A primeira transmissão em cores foi o discurso de Ano Novo do presidente Urho Kekkonen em 1969, e as licenças de televisão em cores foram introduzidas no mesmo ano. A cor foi introduzida gradualmente até maio de 1979. |
| França                                     | 1967                       | 1983             | Office de Radiodiffusion Télévision Française                    | SECAM       | Transmissões em cores iniciadas pela La Deuxième Chaîne às 14h15 de 1 de outubro de 1967. O canal principal - TF1 - permaneceu em preto-e-branco por anos em função de ser transmitido no padrão monocromático de 819 linhas: sua transição para o padrão colorido de 625 linhas deu-se em 1 de janeiro de 1976 e nacionalmente, a cobertura nacional em cores somente foi alcançada em 1983. |
| Guiana Francesa                            | 1974                       |                  | RFO                                                              | SECAM       | |
| Gabão                                      | 1973                       |                  | RTG                                                              | SECAM       | |
| Gâmbia                                     | 1973                       | 1979             | GTN, GRTS, TV Kerewan                                            | SECAM       | Os testes de transmissões coloridas começaram em 1972. Transmissões coloridas limitadas de 1973 a 1976. Transmissões integrais a cores desde 1979. |
| Gana                                       | 1985                       |                  | GBC                                                              | PAL         | Último país da África a introduzir a televisão colorida. |
| Gibraltar                                  | 1980                       |                  | GBC                                                              | PAL         | Transmissões coloridas oriundas da Espanha e do Marrocos desde 1972. |
| Grécia                                     | 1977                       | 1981             | ERT                                                              | SECAM       | As transmissões coloridas de teste começaram em 1976. As transmissões coloridas parciais começaram de 1977 a 1981. |
| Groenlândia                                | 1984                       | 1990             | KNR                                                              | PAL         | Transmissões em cores oriundas do Canadá disponíveis desde 1972, mas em NTSC. Transmissores privados foram construídos para receber sinais de televisão do Canadá muito antes de a Groenlândia ter seu serviço de televisão nativo, que começou a ser transmitido em 1982. O serviço colorido em tempo integral começou em 1984, áreas remotas continuaram a transmitir em preto e branco até 1990. |
| Guadalupe                                  | 1972                       |                  | RFO                                                              | SECAM       | |
| Guiné                                      | 1971                       |                  | RTG                                                              | PAL         | Transmissões a cores oriundas da Costa do Marfim disponíveis desde 1970, mas em SECAM. |
| Guiné Equatorial                           | 1976                       | 1982             | RNGE                                                             | SECAM       | |
| Guiana                                     | 1979                       |                  | GBC                                                              | NTSC        | |
| Guatemala                                  | 1970                       |                  | RTG                                                              | NTSC        | Primeiro país da América Central a introduzir a televisão em cores. Transmissões a cores oriundas do México disponíveis desde 1967. |
| Guam                                       | 1970                       |                  | KUAM-TV                                                          | NTSC        | KUAM era uma afiliada da norte-americana National Broadcasting Corporation que também transmitia programação da ABC e da CBS. |
| Haiti                                      | 1971                       |                  | Télévision Nationale d'Haïti                                     | NTSC        | |
| Honduras                                   | 1973                       |                  | Canal 3 Honduras                                                 | NTSC        | |
| Hong Kong                                  | 1969                       | 1975             | TVB                                                              | PAL         | O primeiro país na Grande China a introduzir a televisão colorida em 1967. A primeira transmissão colorida experimental foi no Festival de Hong Kong de 1969. A TVB introduziu transmissões coloridas em 1971, e a RTV em 1973. Transmissões coloridas em tempo integral desde 1975. |
| Hungria                                    | 1971                       | 1980             | Magyar Televízió                                                 | SECAM       | O primeiro teste experimental de cores foi em 1968, e depois testes regulares no ano seguinte, em 1969, no entanto, não houve transmissão regular de TV em cores até 1971. Transmissões integrais a cores desde 1980. |
| Iêmen do Norte                             | 1975                       |                  | NYRTC                                                            | PAL         | Atual Iêmen. A televisão começou a transmitir em cores no mesmo ano em que foi introduzida. |
| Iêmen do Sul                               | 1981                       |                  | SYRTC                                                            | PAL         | Atual Iêmen. Em 8 de março de 1981, o Iêmen do Sul iniciou a TV colorida. Tornou-se o canal 2 do Iêmen após a reunificação em 1990. |
| Ilhas Virgens Americanas                   | 1968                       |                  | WBNB-TV                                                          | NTSC        | A WBNB era uma afiliada da Columbia Broadcasting System (CBS). Esta estação destruída pelo Furacão Hugo em 1989. |
| Índia                                      | 1982                       |                  | Doordarshan                                                      | PAL         | As transmissões experimentais em cores começaram em 1978. As transmissões em cores foram introduzidas no dia 25 de abril de 1982. |
| Indonésia                                  | 1977                       | 1979             | TVRI                                                             | PAL         | A transmissão começou em 1977, tornando-se integral no dia 1º de setembro de 1979. |
| Irã                                        | 1975                       | 1978             | NIRT                                                             | SECAM       | Embora a NIRT tivesse as instalações para transmitir em cores por volta de 1974 para os Jogos Asiáticos , as transmissões em cores não começaram até 1975, embora a recepção fosse amplamente restrita a pessoas ricas que podiam pagar por aparelhos coloridos. As transmissões coloridas regulares foram introduzidas em 1976. As transmissões completas em cores foram adiadas até 1978, devido à capacidade dos fabricantes locais de atender à demanda por aparelhos coloridos. |
| Iraque                                     | 1968                       |                  | RTI                                                              | SECAM       | Primeiro país muçulmano a introduzir a televisão em cores. |
| Irlanda                                    | 1971                       | 1978             | RTÉ                                                              | PAL         | A primeira transmissão em cores foi em 1968, no entanto, um erro na conversão de padrões pode ter transmitido as Finais Masculinas de Wimbledon de 1968 em cores. O primeiro programa original produzido em cores foi Derry, de John Hume, exibido sob o banner 7 Days , transmitido pela primeira vez em 1969. A primeira transmissão externa em cores foi o Festival Eurovisão da Canção, realizado em Dublin no sábado, 3 de abril de 1971. Transmissões em cores oriundas do Reino Unido desde 1967. As transmissões em cores em tempo integral começaram com a RTÉ 2 , lançada em 1º de novembro de 1978. |
| Islândia                                   | 1974                       | 1978             | RÚV (Sjónvarpið)                                                 | PAL         | Transmissões coloridas em tempo integral de 1974 a 1978. |
| Israel                                     | 1977                       | 1983             | IBA/IETV                                                         | PAL         | Introduzida para a cobertura da visita do presidente egípcio ao país em novembro de 1977; posteriormente, foi reintroduzida para o Festival Eurovisão da Canção, realizado em Jerusalém em 31 de março de 1979. Transição gradual para a transmissão integral em cores entre 1980 e 1983, completada em fevereiro de 1983. Transmissões em cores oriundas da Jordânia e do Egito desde 1974. Como as TVs coloridas eram consideradas mais caras, o governo ordenou a remoção dos sinais coloridos, em nome da igualdade pública. No entanto, os engenheiros desenvolveram um dispositivo que restaura as cores de programas que foram originalmente filmados em cores, e milhares desses dispositivos foram vendidos. |
| Itália                                     | 1972/1977                  | 1979             | RAI                                                              | PAL         | Introdução temporariamente paralisada por turbulência política. Transmissões coloridas da França (SECAM) estavam disponíveis desde 1967, da Áustria (PAL) desde 1969 e da Iugoslávia (PAL) desde 1971. Cadeias de transmissão operadas privadamente disponibilizaram esses sinais até Roma. O primeiro teste colorido foi nos Jogos Olímpicos de Verão de 1972. O Festival de Música de Sanremo começou a ser transmitido em cores em 1973, assim como, no mesmo ano, os Jogos Sem Fronteiras. Transmissões coloridas parciais começaram na terça-feira, 1º de fevereiro de 1977. Em tempo integral desde 1979. |
| Iugoslávia · ( RS da Bósnia e Herzegovina) | 1971                       | 1975             | Televizija Sarajevo                                              | PAL         | Atual Bósnia e Herzegovina. A primeira transmissão em cores veio de Belgrado em dezembro de 1971,o serviço local começou a transmitir regularmente em cores em 1972, mas alguns programas na Televizija Sarajevo (como o principal programa de notícias "Dnevnik") começaram a transmitir em cores em 1974. Transmissões integrais a cores desde 1975. |
| Iugoslávia · ( RS da Croácia)              | 1968                       | 1975             | Televizija Zagreb                                                | PAL         | Atual Croácia. Os testes começaram em 1966. O primeiro programa foi transmitido ao público em 1968. Transmissões integrais a cores desde 1975. |
| Iugoslávia · ( RS da Eslovênia)            | 1972                       | 1978             | Televizija Ljubljana                                             | PAL         | Atual Eslovênia. Os primeiros testes de transmissão em cores ocorreram em 1966, tornando-se regulares em 1972 e finalmente, em tempo integral em 1978, quando os programas de notícias mudaram para cores. |
| Iugoslávia · ( RS da Macedônia)            | 1971/1975                  | 1978             | Televizija Skopje                                                | PAL         | Atual Macedônia do Norte. as primeiras transmissões vieram da Sérvia em dezembro de 1971, programas nacionais em cores começaram em 1975, sendo transmitidos em tempo integral antes de 1978, quando o segundo canal da Macedônia surgiu. |
| Iugoslávia · ( RS de Montenegro)           | 1974                       |                  | JRT/Televizija Titograd (atual TV CG 1)                          | PAL         | Atual Montenegro. |
| Iugoslávia · ( RS da Sérvia)               | 1971                       | 1979             | JRT/Televizija Beograd (hoje RTS1)                               | PAL         | Atual Sérvia. Introduzido no lançamento do segundo canal TVB (TVB 2) na véspera de Ano Novo de 1971, pois foi o primeiro canal iugoslavo a começar em cores. A partir do final da década de 1970, o TVB 1 mudou para cores, fazendo com que todos os canais transmitissem em cores. (tanto o TVB 1 quanto o TVB 2, pois eram os únicos canais disponíveis naquela época) Transmissões coloridas em tempo integral desde 25 de maio de 1979. Transmissões a cores oriundas da Itália desde 1972. |
| Jamaica                                    | 1975                       |                  | JBC                                                              | NTSC        | |
| Japão                                      | 1960                       | 1971/1977        | NHK/NTV TBS YTV ABC                                              | NTSC-J      | O primeiro país asiático a introduzir a televisão em cores, em 10 de setembro de 1960. Serviço colorido em tempo integral introduzido em 1971, quando a Fukushima Central Television introduziu a TV a cores, e quando a NHK General TV encerrou suas transmissões em preto e branco. No entanto, ainda havia muito poucos programas selecionados na NHK Educational TV que eram em preto e branco até outubro de 1977. |
| Jordânia                                   | 1974                       |                  | JTV                                                              | PAL         | |
| Kuwait                                     | 1974                       |                  | KTV                                                              | PAL         | |
| Líbano                                     | 1967                       |                  | CLT/Télé Liban                                                   | PAL/SECAM   | Em 1967, a CLT tornou-se a terceira estação de televisão do mundo, depois da União Soviética e da França, a transmitir em cores, utilizando a tecnologia francesa SECAM. |
| Libéria                                    | 1975                       |                  | LBS                                                              | PAL         | |
| Líbia                                      | 1976                       |                  | Al-Libyah TV                                                     | PAL         | |
| Luxemburgo                                 | 1972                       |                  | Compangnie Luxembourgeoise de Télédiffusion                      | PAL SECAM   | O então único canal luxemburguês usava originalmente o padrão monocromático franco-belga de 819 linhas. Após a Bélgica e a França optarem por sistemas distintos, Luxemburgo passou a transmitir duas versões do mesmo canal. Mais tarde, todos os os canais do grupo RTL direcionados aos públicos francófonos, teutófonos e neerlandófonos passaram a empregar os padrões de seus mercados-alvo. As transmissões em cores completas começaram em 1972. |
| Madagascar                                 | 1977                       |                  | MBS                                                              | SECAM       | |
| Malásia                                    | 1978/1980                  | 1982             | RTM                                                              | PAL         | As transmissões coloridas foram introduzidas como uma transmissão de teste a partir do final de 1977. Introduzidas na Península da Malásia no dia 28 de dezembro de 1978 e em serviço completo no Ano Novo de 1979, mas não foram introduzidas em Sabá e Sarawak até 31 de agosto de 1980 (23º Dia Merdeka ). As transmissões coloridas oriundas do sul da Tailândia desde 1972, das Filipinas desde 1966 e de Cingapura desde 1974. As transmissões coloridas em tempo integral começaram de 1979 a 1981 e se tornaram totalmente operacionais a partir do dia 1º de janeiro de 1982. |
| Maldivas                                   | 1984                       |                  | TVM                                                              | PAL         | Transmissões em cores oriundas da Índia e do Sri Lanka desde 1982. |
| Mali                                       | 1984                       |                  | ORTM                                                             | SECAM       | |
| Malta                                      | 1978                       | 1981             | TVM                                                              | PAL         | Transmissões em cores oriundas da Itália disponíveis desde 1978, com a transmissão colorida em tempo integral a partir de 1981. |
| Martinica                                  | 1969                       |                  | RFO                                                              | SECAM       | |
| Mauritânia                                 | 1984                       |                  | TV de Mauritanie                                                 | PAL         | |
| Maurícia                                   | 1973                       | 1978             | MBC                                                              | SECAM       | Transmissões integralmente em cores a partir de 1978. |
| México                                     | 1963                       | 1968             | Canal 5 Telesistema Mexicano (atual Televisa)                    | NTSC        | As transmissões em cores foram lançadas em 8 de fevereiro de 1963, com o programa Paraiso Infantil. Transmissões em cores oriundas dos Estados Unidos disponíveis em algumas cidades fronteiriças desde a década de 1950. Transmissões coloridas em tempo integral a partir dos Jogos Olímpicos de Verão de 1968. Antes da adoção do sistema NTSC, o México dispôs de seu próprio sistema de televisão em cores, inventado por Guillermo González Camarena. Foi o primeiro país latino-americano a introduzir a televisão em cores. |
| Mônaco                                     | 1973                       |                  | TMC                                                              | PAL / SECAM | Transmissões em cores oriundas da Françadisponíveis desde 1967, mas as primeiras transmissões coloridas de TV de Mônaco começaram em dezembro de 1973 no canal nacional de TV TMC . |
| Mongólia                                   | 1976                       | 1988             | MNB                                                              | SECAM       | O primeiro programa colorido foi exibido em 1976. A transmissão colorida regular começou em 1981, mas a transmissão colorida em tempo integral não foi alcançada até dezembro de 1988. |
| Marrocos                                   | 1972                       |                  | RTM                                                              | SECAM       | Os primeiros testes de transmissões coloridas ocorreram em 1972. |
| Moçambique                                 | 1984                       |                  | TVM                                                              | PAL         | |
| Nova Caledônia                             | 1972                       | 1978             | RFO                                                              | SECAM       | A Nova Caledônia começou a transmitir em cores para os Jogos Olímpicos de Verão de 1972, e as transmissões em cores tornaram-se oficiais em 1978. |
| Nova Zelândia                              | 1973                       | 1975             | NZBC                                                             | PAL         | Introduzido em 31 de outubro de 1973, como parte dos preparativos para os Jogos da Commonwealth de 1974 ,realizados em Christchurch. A cor estava inicialmente disponível em Auckland, Wellington e Christchurch, com outras áreas adicionadas à medida que os transmissores eram atualizados. A transmissão em cores em tempo integral começou em 1º de abril de 1975, coincidindo com a mudança para os novos estúdios Avalon e o lançamento da Television One . |
| Nicarágua                                  | 1973                       |                  | Televicentro Canal 2                                             | NTSC        | |
| Níger                                      | 1979                       |                  | Télé Sahel                                                       | SECAM       | Transmissões em cores oriundas da Nigéria estavam disponíveis desde 1974, mas eram PAL. |
| Nigéria                                    | 1974                       |                  | WNTV                                                             | PAL         | |
| Noruega                                    | 1972                       | 1975             | NRK                                                              | PAL         | Transmissões experimentais em cores iniciada para os Jogos Olímpicos de Inverno de 1968 em Grenoble, França. Testes regulares de transmissão a partir de 1 de janeiro de 1972. Transmissões integralmente em cores desde 1 de janeiro de 1975. Transmissões oriundas da Suécia disponíveis desde 1970. |
| Omã                                        | 1975                       |                  | Oman TV                                                          | PAL         | Introduzido no Ano Novo de 1975. Transmissões coloridas oriundas da Arábia Saudita desde 1973 e dos Emirados Árabes Unidos desde 1974. |
| Países Baixos                              | 1967                       |                  | NPO                                                              | PAL         | A introdução das transmissões coloridas ocorreu simultaneamente nos dois canais nacionais em 21 de setembro de 1967. |
| Paquistão                                  | 1976                       | 1982             | PTV                                                              | PAL         | Transmissões integralmente em cores a partir de 1982. |
| Panamá                                     | 1972                       |                  | NTP                                                              | NTSC        | |
| Paraguai                                   | 1979                       |                  | TV Cerro Corá                                                    | PAL         | |
| Peru                                       | 1978                       | 1980             | Telecentro                                                       | NTSC        | O primeiro teste de transmissão em cores foi feito em 1967 pela Panamericana Televisión para uma novela, mas por razões econômicas e políticas o projeto foi cancelado. Transmissões em cores oriundas do Equador desde 1973. O Canal 7 fez transmissões de teste com seu próprio conteúdo desde 1974, usando os três padrões existentes (NTSC, PAL e SECAM ), mais tarde usando principalmente NTSC desde o final de 1976/1977. Na quinta-feira, 17 de janeiro de 1978, o governo peruano aprovou o padrão de televisão em cores NTSC e as transmissões oficiais foram autorizadas. A primeira transmissão oficial em cores foi o 20º aniversário do Canal 7 de Lima em 17 de janeiro de 1978, o mesmo dia em que o governo peruano aprovou as transmissões em cores. A cobertura da eleição de 1978 foi provavelmente a primeira transmissão oficial em cores nas 2 principais redes ( América Televisión e Panamericana Televisión ). A América Televisión e a Panamericana Televisión começaram sua transmissão regular em cores com a transmissão da Copa do Mundo FIFA de 1978; no entanto, a maior parte da programação principal ainda foi ao ar em preto e branco até abril de 1980, depois que as estações agora privadas anunciaram sua nova programação em cores em fevereiro de 1980. Além disso, os receptores coloridos não estavam amplamente disponíveis antes do final de 1979 devido a restrições de importação. Transição concluída em 1º de outubro de 1980. |
| Polinésia Francesa                         | 1972                       |                  | RFO                                                              | SECAM       | |
| Polônia                                    | 1971                       |                  | TVP                                                              | SECAM PAL   | Transmissões em áreas rurais continuaram em preto-e-branco até o final da década de 1980. A transição para o sistema PAL deu-se no início da década de 1990. |
| Portugal                                   | 1979                       | 1980             | Rádio e Televisão de Portugal                                    | PAL         | Transmissões a cores oriundas de Espanha desde 1972. As primeiras transmissões experimentais foram feitas durante a cobertura das eleições presidenciais portuguesas de 1976. A introdução efetiva de transmissão a cores deu-se para a versão portuguesa dos Jogos sem Fronteiras em 5 de setembro de 1979. Transmissão regular e integralmente a cores a partir de 7 de março de 1980. |
| Qatar                                      | 1973                       |                  | QBS                                                              | PAL         | Transmissões em cores oriundas do Barém desde 1972. |
| Quênia                                     | 1978                       |                  | KBC                                                              | PAL         | |
| Reino Unido                                | 1967                       | 1969/1976/1985   | BBC 2                                                            | PAL         | Primeiras transmissões experimentais de 405 linhas usando uma variação do sistema NTSC em 1955 e posteriormente exibidas durante o National Radio Show de 1961 em Earls Court como um experimento. No início de 1966, o sistema PAL foi adotado e introduzido na BBC 2 para cobertura de Wimbledon no sábado, 1º de julho de 1967. O lançamento do serviço colorido "completo" da BBC 2 ocorreu em 2 de dezembro de 1967. Alguns programas de televisão britânicos, no entanto, foram produzidos a cores antes mesmo da introdução da televisão colorida em 1967, com o propósito de vendas para redes americanas, canadenses e filipinas. As transmissões coloridas em tempo integral na BBC e na rede ITV começaram em 15 de novembro de 1969. A programação das escolas da BBC não começou a transmitir a cores até 1974 e a transmissão em cores nacional completa foi alcançada em 1976, quando a BBC East (Norwich) se tornou a última região a adotar a cor para transmissões regionais e programas produzidos localmente. As televisões monocromáticas de 405 linhas encerraram as transmissões em janeiro de 1985, encerrando assim a televisão em preto e branco no Reino Unido permanentemente. |
| República Centro-Africana                  | 1985                       |                  | RTC                                                              | SECAM       | |
| República do Congo                         | 1975                       |                  | TéléCongo                                                        | SECAM       | |
| República Dominicana                       | 1969                       |                  | Color Visión                                                     | NTSC        | |
| Reunião                                    | 1972                       |                  | RFO                                                              | SECAM       | Introduzido nos Jogos Olímpicos de 1972. |
| Romênia                                    | 1983                       | 1990             | TVR                                                              | PAL         | Introduzida para o 39º aniversário do Golpe do Rei Miguel em 23 de agosto de 1983 sem que a família Ceaușescu fosse notificada. Apesar de estar no Bloco do Leste, a Romênia optou por não adotar o SECAM, diferentemente dos demais países-membros do Pacto de Varsóvia. Transmissões integralmente em cores desde 1990. A Romênia tornou-se o último país europeu a introduzir a televisão em cores. |
| Ruanda                                     | 1982                       |                  | ORINFOR                                                          | SECAM       | |
| São Cristóvão e Névis                      | 1981                       |                  | ZIZ-TV                                                           | NTSC        | Transmissões a cores oriundas de Guadalupe desde 1972. Transmissão a cores desde 1981. |
| Samoa Americana                            | 1969                       |                  | KVZK-2                                                           | NTSC        | A KVZK-2 era uma afiliada da National Educational Television (NET) |
| Saint Pierre e Miquelon                    | 1971                       |                  | RFO                                                              | SECAM       | Transmissões em cores oriundas de Terra Nova e Labrador desde 1967, mas eram NTSC. |
| Senegal                                    | 1975                       |                  | RTS                                                              | SECAM       | |
| Serra Leoa                                 | 1978                       |                  | SLBS                                                             | PAL         | |
| Singapura                                  | 1974                       | 1975/1976/1977   | Radio Television Singapore (RTS)                                 | PAL         | As transmissões de teste começaram para os Jogos Asiáticos de 1974 e foram introduzidas oficialmente no dia 8 de julho para a Final da Copa do Mundo de 1974. As transmissões coloridas em tempo integral começaram no dia 1º de novembro de 1975 e de 1976 a 1977. |
| Sudão                                      | 1976                       |                  | Sudan TV                                                         | PAL         | |
| Suriname                                   | 1977                       |                  | STVS                                                             | NTSC        | |
| Suécia                                     | 1970                       |                  | Sveriges Radio TV                                                | PAL         | Transmissões experimentais iniciadas em 14 de dezembro de 1966. O serviço regular com a respectiva da taxa de televisão introduzidos em 1 de abril de 1970. |
| Suíça                                      | 1968                       |                  | Swiss Broadcasting Corporation                                   | PAL         | A Suíça usou PAL para transmitir os Jogos Olímpicos de 1968. Transmissões em cores oriundas da França e da então Alemanha Ocidental desde 1967. |
| Síria                                      | 1976                       | 1980             | STV                                                              | PAL         | |
| Taiwan                                     | 1969                       | 1975             | CTV                                                              | NTSC        | Transmissões integralmente em cores desde 1975. |
| Tailândia                                  | 1967                       | 1975             | Channel 7                                                        | PAL         | Embora originalmente a televisão tailandesa utilizasse um padrão de 525 linhas (Sistema M, padrão americano), o país optou pelo sistema PAL, que exigiu uma conversão para o Sistema B, de 625 linhas, iniciando-se com o Canal 7 em novembro de 1967. As emissoras regionais realizaram a conversão entre 1972 e 1975. |
| Tchecoslováquia · ( RS Eslovaca)           | 1970/1973                  | 1980             | ČST                                                              | SECAM       | Atual Eslováquia. Primeira transmissão colorida em 1970 durante o Campeonato Mundial de Esqui, que foi transmitido em PAL. O SECAM foi adotado em 1973 com transição para cores em 1980. |
| Tchecoslováquia · ( RS Tcheca)             | 1970                       | 1980             | ČST                                                              | SECAM       | Atual Chéquia. O primeiro programa colorido foi transmitido em 14 de fevereiro de 1970. As transmissões coloridas regulares começaram em 9 de maio de 1973, no segundo canal e em 9 de maio de 1975, no primeiro canal. Transmissões integrais a cores desde 1980. |
| Togo                                       | 1981                       |                  | TVT                                                              | SECAM       | Os testes começaram por volta de 1979, com serviço regular de cores em 1981. |
| Trinidad e Tobago                          | 1977                       |                  | TTT                                                              | NTSC        | |
| Tunísia                                    | 1972                       |                  | RTT                                                              | PAL         | Transmissões oriundas da Itália desde 1977 e de Malta desde 1975. |
| Turquia                                    | 1981                       | 1984             | Ankara Television                                                | PAL         | As transmissões experimentais se iniciaram na véspera do ano novo de 1982, com transmissões em cores em tempo integral a partir de 1 de julho de 1984. Transmissões em cores oriundas da Grécia disponíveis desde 1976. |
| Uganda                                     | 1975                       |                  | UTV                                                              | PAL         | |
| União Soviética · ( RSS da Armênia)        | 1973                       | 1978             | Armenia 1                                                        | PAL         | Atual Armênia. As primeiras transmissões ocorreram no Primeiro de Maio de 1973 em Ierevan. Transmissões integralmente em cores desde a véspera do Natal de 1978. |
| União Soviética · ( RSS do Azerbaijão)     | 1973                       | 1978             | AzTV                                                             | PAL         | Atual Azerbaijão. As primeiras transmissões coloridas no Azerbaijão começaram em 1973 usando o padrão SECAM. Transmissões integralmente a cores desde 1978. |
| União Soviética · ( RSS da Bielorrússia)   | 1961                       | 1974             | Belteleradio                                                     | SECAM       | Atual Bielorrússia. Primeira república soviética a introduzir a transmissão em cores. Transmissão integral a cores desde 1974. |
| União Soviética · ( RSS Cazaque)           | 1969                       | 1981             | Kazakhstan                                                       | PAL         | Atual Cazaquistão. A televisão a cores começou apenas em Almaty em 1969, mas, eventualmente, a televisão a cores tornou-se permanente em todo o país em Janeiro de 1981. |
| União Soviética · ( RSS da Estônia)        | 1967/1972                  | 1981             | ETV                                                              | SECAM PAL   | Atual Estónia. As primeiras transmissões em cores vieram de Moscou; localmente, o primeiro programa colorido foi transmitido em 30 de dezembro de 1972. Transmissão integral a cores desde 1981. Posteriormente, realizou a mudança do padrão de cores de SECAM para PAL entre 1992 e 1999. |
| União Soviética · ( RSS da Geórgia)        | 1968                       | 1984             | Georgian Public Broadcaster                                      | SECAM       | Atual Geórgia. A Geórgia começou a transmitir transmissões coloridas em 7 de novembro de 1968 em Tbilisi, mas a transmissão colorida em tempo integral não foi alcançada em todo o país, incluindo áreas esporádicas até cerca de 1984. |
| União Soviética · ( RSS da Letônia)        | 1968                       | 1974             | LTV                                                              | SECAM/ PAL  | Atual Letônia. As primeiras transmissões em cores vinham de Moscou. Os primeiros programas locais em cores foram exibidos em 28 de janeiro de 1974. Mudou o padrão de SECAM para PAL em 2 de fevereiro de 1998. |
| União Soviética · ( RSS da Lituânia)       | 1975                       |                  | LRT                                                              | SECAM/ PAL  | Atual Lituânia. A transmissão a cores começou em 26 de fevereiro de 1975. Usou o padrão SECAM como parte da antiga União Soviética de 1968 a 1990 e já como país independente de 1990 a 1997. O sistema PAL foi introduzido em 1997. |
| União Soviética · ( RSS da Moldávia)       | 1967/1974                  | 1981             | TeleRadio-Moldova                                                | SECAM/ PAL  | Atual Moldávia. Primeiras transmissões oriundas de Moscou em 1967. Transmissões regulares em cores desde 1974 e em tempo integral desde 1981. |
| União Soviética · ( RSS Quirguiz)          | 1974                       | 1981             | Kyrgyz Television                                                | SECAM       | Atual Quirguistão. A transmissão em cores começou em 1974 e tem sido em tempo integral desde 1981. |
| União Soviética · ( RSFS da Rússia)        | 1967                       | 1977/1987        | Soviet Central Television (Atual Canal 1)                        | SECAM       | Atual Rússia. A transmissão de teste a cores começou em Moscou já em 14 de janeiro de 1960 usando o sistema OSKM (baseado em NTSC, que foi adaptado ao padrão europeu de 625 linhas, usando uma subportadora de cores de 4,43 MHz) do Estúdio de TV Experimental de Moscou na rua Shabolovka, mas durou apenas alguns meses, pois esse sistema foi rejeitado. Apenas cerca de 4.000 aparelhos de televisão foram construídos para esse sistema (Raduga, Temp 22, Izumrud 201/203). A transmissão SECAM foi introduzida especificamente para o 50º aniversário do Jubileu de Ouro da Revolução de Outubro em 1967. O festival da Canção do Ano e o discurso de Ano Novo do líder da URSS começaram a ser filmados a cores em 1973. Transmissões coloridas em tempo integral em 1977, mas, no entanto, havia pequenas estações periféricas na periferia do país, como a Sibéria, e cidadãos de baixa renda terminando a troca em 1987. Algumas partes da URSS receberam cores do Alasca desde 1966 em algumas circunstâncias, quando os sinais não foram bloqueados em algumas partes e foram recebidos por receptores de contrabando para captar sinais. |
| União Soviética · ( RSS Tadjique)          | 1975                       | 1982             | TVT                                                              | SECAM       | Atual Tajiquistão. A transmissão em cores começou em 25 de janeiro de 1975 e em 1982, a transmissão em tempo integral em todo o país. |
| União Soviética · ( RSS Turcomena)         | 1974                       |                  | Turkmen Television                                               | SECAM       | Atual Turquemenistão. Conversas, planos e pequenos testes começaram em Moscou em 1967. Primeiro país da Ásia Central a introduzir a televisão colorida. A transmissão colorida regular começou por volta de 1974, mas a transmissão colorida em tempo integral só aconteceu mais tarde. |
| União Soviética · ( RSS da Ucrânia)        | 1968                       | 1976             | UT-1                                                             | SECAM/ PAL  | Atual Ucrânia. O sistema SECAM foi usado durante a URSS. As transmissões experimentais em cores iniciaram-se em 1968. Transmissões integralmente em cores a partir de 1976. |
| União Soviética · ( RSS Usbeque)           | 1978                       | 1984             | MTRK                                                             | SECAM       | Atual Uzbequistão. As primeiras transmissões experimentais a cores começaram em 1971, mas as transmissões regulares começaram somente no ano de 1978. Transmissões integralmente em cores a partir de 1984. |
| Uruguai                                    | 1980                       | 1981             | Saeta TV Canal 10 (CXB-10)                                       | PAL-N       | Introduzida para o Mundialito de futebol de 1980; todavia, localmente a transmissão foi em preto-e-branco. Transmissões em cores a partir de 1981. Foi o último país latino-americano a introduzir a transmissão em cores. |
| Venezuela                                  | 1970/1972/ 1975/1978/ 1979 | 1980             | RCTV                                                             | NTSC        | A primeira transmissão em cores ocorreu em 1970 com a Copa do Mundo FIFA daquele ano transmitida pela Radio Caracas Televisión. Em 1972, a Venezolana de Televisión transmitiu o documentário Churun Meru de Renny Ottolina em cores por meio de um sistema de circuito fechado instalado em vários hotéis. Naquele ano, tanto a RCTV quanto a Venevisión começaram a produzir programas em cores, principalmente para vendas no exterior, mas também para a transmissão de eventos especiais e alguns programas. Em 1974, o presidente Carlos Andrés Pérez proibiu a transmissão de programas em cores até que todos os venezuelanos pudessem adquirir qualquer televisão com capacidade de recepção em cores. No entanto, em 1975, ambas as emissoras privadas tinham instalações técnicas prontas para cores e, a partir de junho de 1978, vários programas foram transmitidos clandestinamente em cores. Em 1º de dezembro de 1979, a emissora pública TVN Canal 5 transmitiu a primeira transmissão em cores oficialmente autorizada do país, seguida apenas uma semana depois, em 8 de dezembro, pela transmissão do Festival OTI da Canção de 1979, produzido pelos dois canais privados, com o presidente Luis Herrera Campins finalmente decretando permissão para a televisão em cores em 1º de junho de 1980, já em tempo integral em todas as estações de televisão. |
| Vietnã                                     | 1977                       | 1986/1987        | VTV                                                              | PAL         | As transmissões de teste a cores começaram na Cidade de Ho Chi Minh, Vietnã do Sul, em 1976. A primeira transmissão colorida foi durante os festejos do Tết ("Ano Novo Vietnamita") daquele ano. As televisões em cores estavam disponíveis apenas nas grandes cidades até 1º de agosto de 1986. A última estação a mudar para a TV a cores foi a Ho Chi Minh City Television, que mudou em 24 de agosto de 1987, depois que um incêndio destruiu todo o centro de televisão no dia anterior. |
| Zaire                                      | 1974                       |                  | Télé-Zaïre                                                       | SECAM       | Atual República Democrática do Congo. Em preparação para as transmissões a cores, a Télé-Zaïre encomendou à RCA 1,6 milhões de dólares em equipamentos e serviços. |
| Zâmbia                                     | 1977                       |                  | Zambia National Broadcasting Corporation                         | PAL         | |
| Zimbábue                                   | 1982                       | 1984             | ZBC                                                              | PAL         | No entanto, em Outubro de 1982, começaram as transmissões experimentais. Transmissões integrais a cores desde 1984. |